# Rareș Bogdan
Ioan-Rareș Bogdan (Ocna Mureș, 17 settembre 1974) è un giornalista, conduttore televisivo e politico romeno.
Già editorialista per il quotidiano Ziua de Cluj, tra il 2012 e il 2019 ha collaborato con Realitatea TV, in cui è stato produttore e direttore generale.
Si è iscritto al Partito Nazionale Liberale nel 2019 e ne è divenuto primo vicepresidente nello stesso anno.
È europarlamentare per il Partito Popolare Europeo dal 2019.

## Biografia

### Formazione
Il padre era direttore della Upsom di Ocna Mureș, uno dei maggiori produttori rumeni di carbonato di sodio.
Rareș Bogdan ha realizzato studi primari e secondari nella città natia, prima all'istituto "Lucian Blaga" e poi al liceo "Petru Maior".
Nel 1997 si è laureato in scienze politiche presso la facoltà di storia e filosofia dell'Università Babeș-Bolyai di Cluj-Napoca. Ha poi conseguito un master nell'ambito dello stesso ateneo. Durante gli studi è stato collega e amico del futuro direttore del SRI Eduard Hellvig, mentre tra i suoi professori figurava Emil Boc, successivamente primo ministro. Ha fatto politica a livello studentesco nell'organizzazione giovanile del Partito Nazionale Liberale (PNL).
Dopo la laurea ha amministrato diverse piccole imprese, tra le quali un negozio di telefonia, e poi ha fondato un'agenzia pubblicitaria, Trend Communication, insieme al fratello e al giornalista Octavian Hoandră, con cui ha collaborato anche negli anni seguenti nella stampa.

### Attività giornalistica
Dopo le prime esperienze al giornale "Ziua de Ardeal", nel 2004 ha fondato insieme a Hoandră il quotidiano "Ziua de Cluj", in cui nei successivi sette anni si è occupato degli editoriali. Nel 2012 ha dichiarato di essere stato contattato dal PNL di Cluj per candidarsi alle elezioni parlamentari.
Nello 2012 si è trasferito a Bucarest per lavorare per il gruppo Realitatea TV, in cui ha curato varie trasmissioni, in qualità prima di produttore e poi di direttore generale. Dal 2013 al 2019 ha condotto il programma di approfondimento politico "Jocuri de putere". Nel novembre 2018 ne ha abbandonato la conduzione per quattro giorni a causa di contrasti con il direttore di Realitatea TV Edward Pastia e con il proprietario Cozmin Gușă, che avevano interdetto la partecipazione di alcuni giornalisti all'emissione. Il 20 novembre 2018 Bogdan aveva chiesto in diretta televisiva le dimissioni di Pastia.
Nel 2013 il presidente del PNL Crin Antonescu lo ha proposto per rivestire il ruolo di direttore ad interim della televisione di Stato, la TVR, ma la sua nomina è saltata poiché il parlamento non ha raggiunto il quorum per la convalida.
L'11 novembre 2014 è stato moderatore del primo dibattito televisivo per le elezioni presidenziali tra i candidati Victor Ponta e Klaus Iohannis, andato in onda su Realitatea TV.
Nel 2015 ha portato discussioni con la proprietà del quotidiano "România liberă" per rivestire un ruolo manageriale, ma l'interesse non si è concretizzato.
Dopo il 2016 nel corso delle sue trasmissioni ha criticato duramente la coalizione di governo del Partito Social Democratico, avversario del PNL.

### Europarlamentare

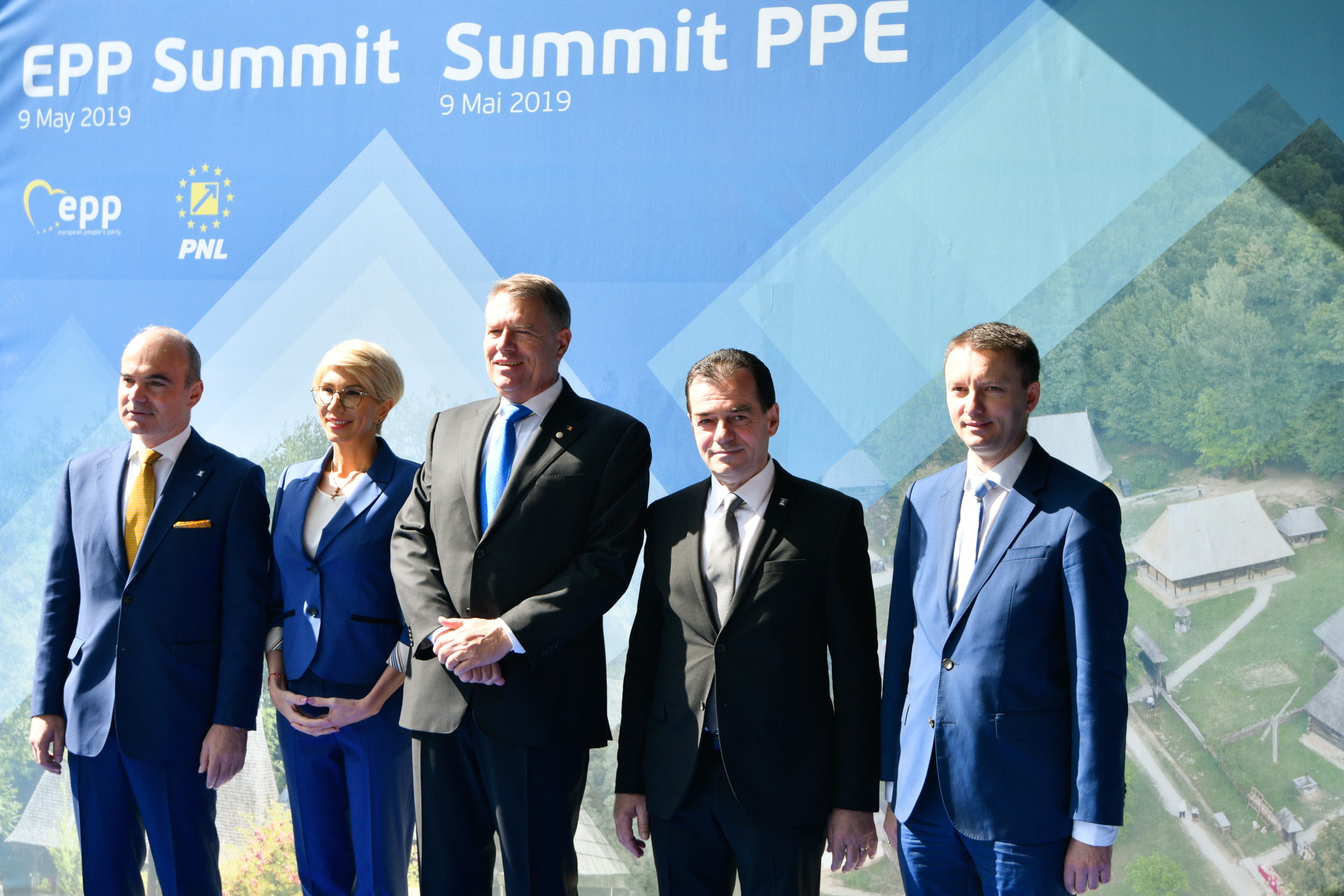
Rareș Bogdan (primo da sinistra), al fianco dei dirigenti del PNL Raluca Turcan, Klaus Iohannis, Ludovic Orban e Siegfried Mureșan, al congresso del Partito Popolare Europeo nel maggio 2019.

Nel marzo 2019 ha accettato l'invito del Partito Nazionale Liberale a partecipare in qualità di capolista alle elezioni europee del 26 maggio. In sede parlamentare ha aderito al Gruppo del Partito Popolare Europeo.
L'8 agosto 2019 è stato nominato dal consiglio nazionale primo vicepresidente del PNL per le strategie politiche, su proposta del leader del partito Ludovic Orban. Bogdan ha ottenuto 2.179 voti favorevoli, 41 contrari e 9 nulli. Il 26 settembre 2021, dopo l'elezione di Florin Cîțu a presidente del PNL, è stato confermato nello stesso ruolo, ma con l'incarico di curare la comunicazione e le relazioni internazionali. Bogdan ha ricevuto i voti di 1.107 membri del consiglio nazionale, mentre il suo avversario Adrian Veștea 690.
Al Parlamento europeo è stato membro titolare nella commissione per le libertà civili, la giustizia e gli affari interni e nella commissione speciale sulle ingerenze straniere in tutti i processi democratici nell'Unione europea, inclusa la disinformazione e membro sostituto delle commissioni per gli affari esteri, l'industria, la ricerca e l'energia, le petizioni e la cultura e l'istruzione. Ha inoltre partecipato alle delegazioni per le relazioni con gli Stati Uniti, all'Assemblea parlamentare euro-latinoamericana, per l'associazione UE-Moldavia e all'Assemblea parlamentare Euronest.
È stato inserito nella posizione numero 2 della lista comune presentata da PNL e PSD alle elezioni europee del 2024.

## Posizioni politiche
Si è definito tradizionalista, cristiano e nazionalista. Ha espresso posizioni conservatrici, opponendosi all'adozione dei minori da parte delle coppie omosessuali. È stato un sostenitore della "Coalizione per la famiglia", che nel 2018 ha promosso in Romania un referendum per modificare la definizione costituzionale di famiglia al fine di rendere illegali i matrimoni omosessuali. Si è comunque dimostrato favorevole alle unioni civili.  Pur dichiarandosi patriota, ha affermato di essere anche europeista.

## Vita privata
Nel 2008 ha sposato Florina Vita. Il loro testimone di nozze è stato il giornalista ed ex senatore PNL Sorin Roșcă Stănescu.